# Ben Barrington (general)
Ben Barrington, novozelandski general, * 1907, † 1954.